# Vortex (roman)
Pour les articles homonymes, voir Vortex.
Vortex (titre original : Vortex) est un roman de science-fiction de l'écrivain canadien Robert Charles Wilson publié aux États-Unis en 2011 et en 2012 en France. Ce roman est le troisième volet de la trilogie Spin, commencée avec Spin et poursuivie avec Axis.

## Résumé
Ce roman développe deux intrigues parallèles sur deux époques temporelles différentes. Deux histoires qui se croisent et se lient au fil du récit. La première se déroule quarante ans après les événements de Spin ; et la deuxième 10 000 ans après les événements d'Axis.

## Éditions
- Vortex, Tor Books, 5 juillet 2011, 336 p.  (ISBN 978-0-765-32342-2)
- Vortex, Denoël, coll. « Lunes d'encre », 22 août 2012, trad. Gilles Goullet, 341 p.  (ISBN 978-2207112229)
- Vortex, Gallimard, coll. « Folio SF » no 510, 5 mars 2015, trad. Gilles Goullet, 400 p.  (ISBN 978-2070446193)
- Vortex, in volume La Trilogie Spin, Gallimard, coll. « Folio SF » no 552, 2 juin 2016, trad. Gilles Goullet, 1 120 p.  (ISBN 978-2070469871)